# Tatorinia
Tatorinia is een geslacht van vlinders van de familie spinneruilen (Erebidae).

## Soorten
- T. bilinea (Holland, 1894)
- T. fumipennis (Felder & Rogenhofer, 1874)
- T. pallidipennis Hampson, 1926
- T. rufipennis Hampson, 1926